# Shahrestān di Nishapur
Lo shahrestān di Nishapur o Neyshabur (farsi شهرستان نیشابور) è uno dei 28 shahrestān del Razavi Khorasan, il capoluogo è Nishapur. Lo shahrestān è suddiviso in 5 circoscrizioni (bakhsh): 
- Centrale (بخش مرکزی)
- Zeberkhan (بخش زبرخان), con le città di Dorud, Qadamgah e Kharov.
- Sarvelayat (بخش سرولایت), con la città di Chekneh.
- Miyan Jolgheh (بخش میان‌جلگه), con la città di 'Eshqabad
- Taghenkoh (بخش طاغنکوه), con la città di Hemmatabad.